# Fehér keresztek emlékmű
A Fehér keresztek emlékmű (Weiße Kreuze) Berlinben áll. Azokra az emberekre emlékezik, akiket a Német Demokratikus Köztársaság határőrei lőttek agyon, vagy más módon vesztették életüket, miközben megpróbáltak Nyugat-Berlinbe szökni.
A berlini fal felépítése után a Kelet- és Nyugat-Berlin határa a Reichstag keleti oldalán futott. A Spree déli partja nyugatnémet terület volt, míg a folyó teljes terjedelmében az NDK-hoz tartozott. 1971-ben, a fal felépítésének tizedik évfordulóján egy nyugat-berlini polgárokból álló civil szervezet (Berliner Bürger-Verein) megalapította a Fehér kereszt-emlékpontot ott, ahol 1990-ig a fal és a folyópart találkozott.
A kereszteket eredetileg azokon a helyeken állították fel, ahol a menekülők megpróbáltak átjutni a szigorúan ellenőrzött határon. Az évek múlásával a Berliner Bürger-Verein már nem tudta gondozni a kereszteket, amelyek gyakran egymástól kifejezetten távol voltak, ezért választottak egy központi helyet a számukra. Egyet a Spree partján, egyet a Bernauer Strassén.
A kommunizmus bukása után a kereszteket ideiglenesen eltávolították az új épületek felhúzásának idejére, majd a munkálatok befejezése után, 2003. június 17-én visszakerültek a Spree partjára.  

## Az áldozatok
Az emlékmű hét fehér keresztből áll, melyekre tizenhárom megölt német nevét és halálának napját írták. Az egyik kereszten a következő feliratot helyezték el: A fal ismeretlen áldozatainak.
| Név                  | Halál időpontja     |
| -------------------- | ------------------- |
| Günter Litfin        | 1961. augusztus 24. |
| Udo Düllick          | 1961. október 5.    |
| Werner Probst        | 1961. október 14.   |
| Ingo Krüger          | 1961. december 10.  |
| Philipp Held         | 1962. április 11.   |
| Axel Hannemann       | 1962. június 5.     |
| Lutz Haberlandt      | 1962. június 27.    |
| Hans Räwel           | 1963. január 1.     |
| Wolf-Olaf Muszinski  | 1963. március       |
| Klaus Schröter       | 1963. november 4.   |
| Heinz Sokolowski     | 1965. november 25.  |
| Marienetta Jirkowsky | 1980. november 22.  |
| Chris Gueffroy       | 1989. február 5.    |